# 威廉·麦格雷戈
威廉·麦格力哥（英語：William McGregor，1846年4月13日—1911年12月20日），维多利亚时代的一名足球管理者，被认为是世界上第一个足球联赛——英格兰足球联赛的创办者。这名布料商从珀斯郡搬到伯明翰做生意后，开始参与当地足球俱乐部阿斯顿维拉的事务，帮助这支球队成为当时英格兰的一流球队。他为俱乐部工作20多年，担任过会长、主席、董事等职务。
1888年，由于对阿斯顿维拉的比赛经常取消感到灰心，麦格力哥召集多家英格兰主流俱乐部的代表开会。这次会议促成了足球联赛的诞生，使每家参赛俱乐部都有一份确定的赛季对阵表。这推动了足球运动由业余向职业的转变。麦格雷戈同时担任足球联赛的会长和主席，还兼任英格兰足球总会主席。他在逝世前不久获得英足总的奖章，其贡献也在逝世后得到地方足球管理机构以及阿斯顿维拉的追认。

## 个人生活
麦格雷戈出生于苏格兰珀斯郡的小村布雷科。1865年，他在附近的阿多克观看了一场当地人与来访的卡伦德石匠之间的比赛后，开始对足球产生兴趣。这位布料商学徒于1870年追随兄长彼得的足迹，移居伯明翰，在城郊的阿斯顿开办了自己的布料坊。不久，他开始参与一家名为Calthorpe的足球俱乐部的事务。这家俱乐部由他的苏格兰同乡坎贝尔·奥尔创办。麦格雷戈对足球十分热情，每周六都早早关店去球场看球。后来，他在自己店里出售足球用品，使商店逐渐成为狂热球迷的聚集地。
麦格雷戈的妻子是杰西·麦格雷戈，他们有一儿一女，也同样分别叫做威廉·麦格雷戈和杰西·麦格雷戈。麦格雷戈是禁酒运动的支持者。他还是当地自由党支部的活跃分子，直到1882年由于投入太多时间在足球上而失去党员资格。他也参与了在英国创办棒球联赛的早期尝试，担任过大不列颠与爱尔兰棒球協會的名誉司庫。尽管对体育事业投入巨大的精力，麦格雷戈仍终身未放弃他的布料生意。

## 与阿斯顿维拉的关联
1877年，麦格雷戈应邀担任刚刚成立三年的阿斯顿维拉足球俱乐部的委员会成员，还为俱乐部的比赛担任仲裁员。[A]当时阿斯顿维拉的主场设在阿斯顿公园，离麦格雷戈的商店很近。由于阿斯顿维拉队内的几名苏格兰球员、球队精彩的打法、俱乐部与一座卫理宗教堂的关联等原因，麦格雷戈对进一步参与俱乐部事务产生兴趣。他迅速成为俱乐部的管理者，带领俱乐部克服当时遇到的财政困难。俱乐部部分财产被法庭没收后，麦格雷戈将自己的商店交给俱乐部使用，以避免进一步的没收和查封。在他的领导下，阿斯顿维拉于1880年赢得俱乐部历史上的首座奖杯——伯明翰高级杯。。不久后，他就任俱乐部会长。
次年，麦格雷戈成为俱乐部董事会成员。阿斯顿维拉的成绩进一步上升，在1887年英格兰足总杯决赛上战胜来自同一地区的劲敌西布罗姆维奇，成为英格兰中部地区首支夺得这项桂冠的球队。1895年，麦格雷戈成为俱乐部副主席，两年后成为主席。他在俱乐部工作期间，以出色的组织能力和不凡的抱负而著称，将苏格兰皇家军旗中的雄狮图案引入阿斯顿维拉的队徽。

## 足球联赛创办者
19世纪80年代，英格兰足球的格局开始发生转变。此前，首项全英格兰性的赛事英格兰足总杯一直由具有贵族背景的业余俱乐部所主宰，例如漫游者（Wanderers F.C.）和（Old Etonians F.C.）。而1883年足总杯见证了工人阶级球队的首次捧杯，这一年的冠军是布莱克本奥林匹克（Blackburn Olympic F.C.）。当时职业足球仍被禁止，北方城市球队成为职业化尝试的先行者，而南方业余球队与足球管理机构则坚决反对。尽管并非职业足球的早期提倡者，麦格雷戈也逐渐认同了这项理念。到了1885年，职业化一事已经威胁到英足总。以兰开夏郡球队为首的多家俱乐部宣布，如果足总不接受职业化，他们将退出足总，另立门户，组建自己的足球总会。为此，英足总召开紧急会议以商议应对方案。麦格雷戈作为阿斯顿维拉的代表出席了会议，并在会上发言支持足球职业化。整个英格兰中部地区的代表仅有他作此表态。此外，他也是与会代表中为数不多承认本俱乐部向球员支付报酬的其中一个。尽管并不像职业化的强烈支持者威廉·苏代尔等人那样鼓吹职业化，麦格雷戈同样得到广泛尊重。会议的结果是，英足总接受了职业化，但只允许球队向在距其主场6英里范围内出生或居住满两年的球员支付报酬。
职业化使俱乐部管理者面临新的问题。许多友谊赛由于足总杯、郡杯的影响而被迫取消；有时则是一些球队为了参加其他更具利益的比赛而未遵守友谊赛约定。这种状况使得俱乐部无法按一个定期标准向球员支付报酬。阿斯顿维拉也未能幸免，他们连续五个星期六的比赛都被取消，严重打击了球迷的积极性。麦格雷戈很快采取行动，他在1888年3月2日给阿斯顿维拉、布莱克本流浪者、博尔顿、普雷斯顿以及西布罗姆维奇等五家俱乐部的委员会发出一封信。他在信中陈述了各家俱乐部广泛面临的比赛取消问题，并针对此提出了一项解决方案，也就是10支或12支强队结盟，并依照事先开会确定的赛程来进行主客场制的赛季比赛，联赛可由各家俱乐部派出的代表共同管理。他提议这一联盟可称为“Association Football Union”。他在信中说，这封信仅发给五家俱乐部，但请各收信方提名更多的候选俱乐部。信中还征询各俱乐部的代表是否可以于3月23日在伦敦安德顿酒店召开会议。科林蒂安足球俱乐部创办人N·莱恩·杰克逊在1899年的著作中提到，麦格雷戈创办足球联赛的灵感源自当时已经创办的美国棒球联赛。但麦格雷戈本人则指出郡板球锦标赛（County Cricket Championship）才是其灵感的来源所在。
麦格雷戈将会议时间定在3月23日是由于足总杯决赛将于24日举行，所以各家顶级俱乐部的代表届时都会在伦敦。共有10家俱乐部的代表出席这次会议，包括足总杯决赛双方西布罗姆维奇和普雷斯顿。而英格兰南部的俱乐部对麦格雷戈的提议不感兴趣，均未出席。4月17日，各方又在曼彻斯特召开第二次会议，确定了新赛事的各项细节。麦格雷戈此前在信中建议的竞赛名称“Association Football Union”由于与英格兰橄榄球联合会的名称“Rugby Football Union”过于相似而被否决。与会代表们选择了“足球联赛”（The Football League）这一名称，尽管麦格雷戈提出反对意见，认为这一名称容易使人联想到不被欢迎的政治组织爱尔兰土地联盟（Irish Land League）。代表们避免了使用“English League”这样的称谓，为将来苏格兰俱乐部的加盟留下空间。麦格雷戈还在会上提议，规定每个城镇只能有一家俱乐部参赛，并得到与会者的认同。但这项决议也引发争议，因为它意味着阿斯顿维拉的同城对手圣乔治（St George's F.C.）被排除在联赛之外。1888年9月，联赛揭幕，共有12支球队参加首届联赛。
麦格雷戈担任了联赛管理委员会的首任主席。委员会的主要任务之一是处理联赛纪律事务。当时并未规定委员会成员在遇到本俱乐部事务时需要避嫌。事实上，首次纪律会议上，委员会代表所属的四家俱乐部中就有三家受到处罚。1891年的换届选举中，麦格雷戈未获得反对票，成功连任。早些时候，他曾对“所有俱乐部、共计大约300名球员参加的132场比赛中，没有出现一次需要记录的重大事故”这样的联赛纪律状况表示高兴。一年后，他主导了与足球联赛竞争的足球同盟（Football Alliance）的并入以及足球联赛两个级别的划分。但不久后，他因病不能出席各项会议，放弃了自己在足球联赛的职位。
离职后，麦格雷戈被各俱乐部一致推选为名誉会长，并保留这一头衔直至1894年。1895年，他成为联赛首位终身成员。这本是一个有名而无实权的角色，但他利用这一身份担当了解决联赛争端的调停者。19世纪的最后5年，麦格雷戈经常在委员会的会议中缺席，被他的继任人约翰·本特利批评。本特利的批评取得了效果，从1899年到健康恶化的1910年这11年间，麦格雷戈几乎不再缺席会议。任职期间，麦格雷戈给人留下性格内敛的印象。他在委员会会议的大部分时间保持沉默，但当他认为有必要表达自己的观点时又变得十分活跃。
1888年到1894年，麦格雷戈兼任英格兰足球总会主席。他开始成为足球界的名人，在《伯明翰报》上开设专栏、每周撰写文章，还为足球、足球鞋等足球用品代言。麦格雷戈尽管一生担任了足球界的多项行政职务，却从未参与过这项运动的竞赛，只是在19世纪70年代偶尔在阿斯顿维拉的训练课上充当守门员。

## 对后世的影响
麦格雷戈将联赛视为一个友好联盟，联盟的成员俱乐部之间分享球票收入，为集体利益的最大化而工作。然而，联赛甫一创办就立即将足球首次变成一种商业，与球员和官员们所认为的娱乐性质背道而驰。所有加盟俱乐部的营业额都显著提高，其中阿斯顿维拉的营业额从1889年到1899年翻了不止六番。但球员得到的报酬受限于英足总的规定，仍维持在低水平。因而，各家俱乐部能够将资金投入到大型球场的建设，以容纳更多球迷。联赛创办初期成员较少，并且都来自英格兰北部，但20世纪初已经有全英格兰范围的俱乐部加入。在联赛的顶峰时期，有将近100家俱乐部参赛。足球联赛的最高一级一直占据着英格兰足球顶级联赛的位置，直到20世纪90年代初，几家顶级俱乐部脱离这一体系、创办了英格兰足球超级联赛。足球联赛直至20世纪80年代仍遵守麦格雷戈时期相互支持与协作的理念，共享门票收入，以避免出现少数富有俱乐部垄断联赛的局面。麦格雷戈本人对足球的商业性质几乎没有任何兴趣，坚信足球联赛不应挑战足总长期以来的威信。足球联赛的成功为其他国家提供了典范，各国联赛纷纷成立，其中最早的一个是英格兰的近邻苏格兰，他们于1890年创办了苏格兰足球联赛。
1910年5月，麦格雷戈病发，被安置在疗养院。1911年末，其病情进一步恶化。那年12月4日的委员会会议上，他最后一次出现在公众面前。12月19日，麦格雷戈接受手术，之后情况略有好转，但又迅速恶化，于次日逝世。虽然麦格雷戈是一名虔诚的卫理教徒，他死后与1908年逝世的妻子合葬在位于伯明翰汉兹沃思的一座英国国教教堂——圣玛丽教堂的墓地。麦格雷戈被后人尊为“足球联赛之父”、阿斯顿维拉的传奇以及足球界的传奇。
逝世前不久，仍担任英足总副会长的麦格雷戈获得了足总颁发的长期服务奖章。他逝世后，阿斯顿维拉足球俱乐部和伯明翰郡足球协会分别以捐建儿童病床和喷泉的方式表达对他的纪念。纪念喷泉如今保存在阿斯顿维拉的主场维拉公园球场内。21世纪初，阿斯顿维拉评选出俱乐部首批12位名人堂成员，其中就包括麦格雷戈。俱乐部还将维拉公园球场的一个套间命名为“麦格雷戈套间”。2008年，阿斯顿维拉的球迷组织决定在球场外建立一座麦格雷戈的铜像。